# Pascal Sid
Pour les articles homonymes, voir Sid.
 (mars 2017).
Si vous disposez d'ouvrages ou d'articles de référence ou si vous connaissez des sites web de qualité traitant du thème abordé ici, merci de compléter l'article en donnant les références utiles à sa vérifiabilité et en les liant à la section « Notes et références ».
Pascal Sid est un auteur, scénariste, réalisateur et producteur français né le 13 mai 1979 à Paris.
Pascal réalise plusieurs courts métrages et de nombreuses publicités, et son premier long métrage intitulé Derrière les murs avec Laetitia Casta, sorti en 2011. Il s'agit du premier long métrage en relief produit en France.   
Derrière les Murs est un succès à l'international, cumulant près d'1 million d'entrées salles sur seulement deux territoires en 2012. Il s'est classé 5e du box-office Russe lors de sa sortie en été 2011, puis 4e au box-office Chinois l'été suivant, bénéficiant d'une belle campagne de promotion et d'une sortie intégralement en 3D relief, rapportant plus de 3 millions de dollars. Unifrance le classe parmi les 20 films français ayant le mieux marché à l'étranger en 2012[réf. nécessaire], et ce malgré son faible budget en comparaison des autres films de la liste[non neutre]. Il est également exploité en vidéo avec notamment des sorties en Allemagne et en Asie. 
En 2013, il produit avec Mademoiselle Chinini le court métrage Keys Me, avec Lorie Pester et Xavier Laurent dans les rôles principaux.    
En 2014, il produit le premier court métrage de Cyril Ferment, Chienne de Vie, avec notamment Lorie Pester et David Mora au casting. En été 2014 il co-produit le nouveau long métrage de Julien Seri, Night Fare, qu'il a également co-écrit. Sorti en 2015 en salle, Night Fare est un succès en festival avec de nombreuses sélections dont Sitges, Fright Fest et Busan, et remporte le grand prix du jury au Mile High Festival de Denver. Le film est ensuite acheté par Universal Studio, et Netflix. 
Depuis 2008, Pascal développe également une carrière de réalisateur publicitaire en France et dans le monde, avec notamment une cinquantaine de films publicitaires pour Samsung, Bison, Danone, Nescafé, Buitoni, Cœur de Lion, Sanofi et Intermarché, qui a gagné l'Effie de Bronze de la distribution 2014 avec la campagne La Grande Interview[réf. nécessaire].       
En juillet 2016, Pascal co-réalise avec Olivier Schneider la série Playground, imaginée par Luc Besson. Cette série d'action en 10 épisodes tournée en anglais raconte comment des adolescents vont apprendre à devenir des tueurs professionnels à New York, avec notamment Simon Abkarian. C'est une des premières séries produites par Blackpills, la diffusion a commencé sur le territoire américain par l'intermédiaire de Vice depuis mars 2017, puis sur l'application Blackpills pour Smartphone en avril 2017.
Depuis l’été 2019, Pascal réalise des épisodes de la série access prime time de France 2 Un Si Grand Soleil, qui rassemble quotidiennement 3,5 millions de téléspectateurs en moyenne.
En 2023, il co-écrit le long métrage KALI, réalisé par Julien Seri, co-produit par Metropolitan Filmexport et Amazon. Le film sort le 31 mai 2024, et il se place premier en France et en Amérique du Sud les deux premières semaines de diffusion sur Amazon prime vidéo.  

## Filmographie

### Cinéma

#### Longs métrages
- 2011 : Derrière les murs (scénariste et réalisateur long métrage tournage été 2010) - Premier film français en Relief. Sélection Festival Paris Cinéma 2011
- 2012 : Camerone scénariste et réalisateur, MK2
- 2014 : Night Fare  de Julien Seri scénariste et producteur, Universal Studio / Netflix
- 2015 : L'île aux Poupées (long métrage en développement) - Sélection Festival du Cinéma Européen des Arcs 2014
- 2018 : Le Trésor Perdu (long métrage en développement chez 24-25 films, tournage en été 2018)
- 2023 : Kali (scénariste long métrage, Metropolitan Filmexport / Amazon )
- 2024 : Styx ( scénariste et réalisateur, long métrage en développement)
- 2025 : Casus Belli ( scénariste et réalisateur, long métrage en développement)

#### Courts métrages
- 2001 : Le Peuple ancien
- 2003 : HK  Award Winner Kungfucinema.com Best Kung Fu Short Movie 2003
- 2005 : 6 Hours
- 2005 : El Derechazo
- 2006 : Le Sixième Homme Sélection Officielle Festival du film policier de Cognac, Festival du Court Métrage de Sherbrooke Canada
- 2013 : Zlatan Sélection Officielle Festival du Cinéma Européen des Arcs, Sélection Officielle Festival de Meudon

### Télévision

#### Séries télévisées
- 2017 : Playground créé par Luc Besson pour Blackpills, 10 épisodes
- 2018 : Les étrangers (10 x 52 en développement chez Barbary Films)
- 2018 : Les Derniers Jours de Nos Pères co écrit avec Joël Dicker, bible en développement chez Barbary Films)
- 2019 : Furtifs (10 x 52 en développement produit par Alex Berger chez The Oligarchs Production)
- 2019-2020 : Un Si Grand Soleil (30 épisodes de 22 min) pour France 2.
- 2020 : Les Walkyries (8 x 52 en développement chez Merlin Production)
- 2020 : La Légende du Phénix (8 x 52 en développement chez Wonderfilms)
- 2020 : Indépendancia (bible en développement chez TelFrance)
- 2022 : Lambda
- 2023 : Le Campus

### Producteur
- 2003 : HK
- 2005 : 6 Hours
- 2006 : Le Sixième Homme
- 2012 : Le Clown de Belleville
- 2013 : Keys Me
- 2014 : Chienne de Vie
- 2014 : Night Fare
- 2015 : L'île aux Poupées